# Haarmännchen

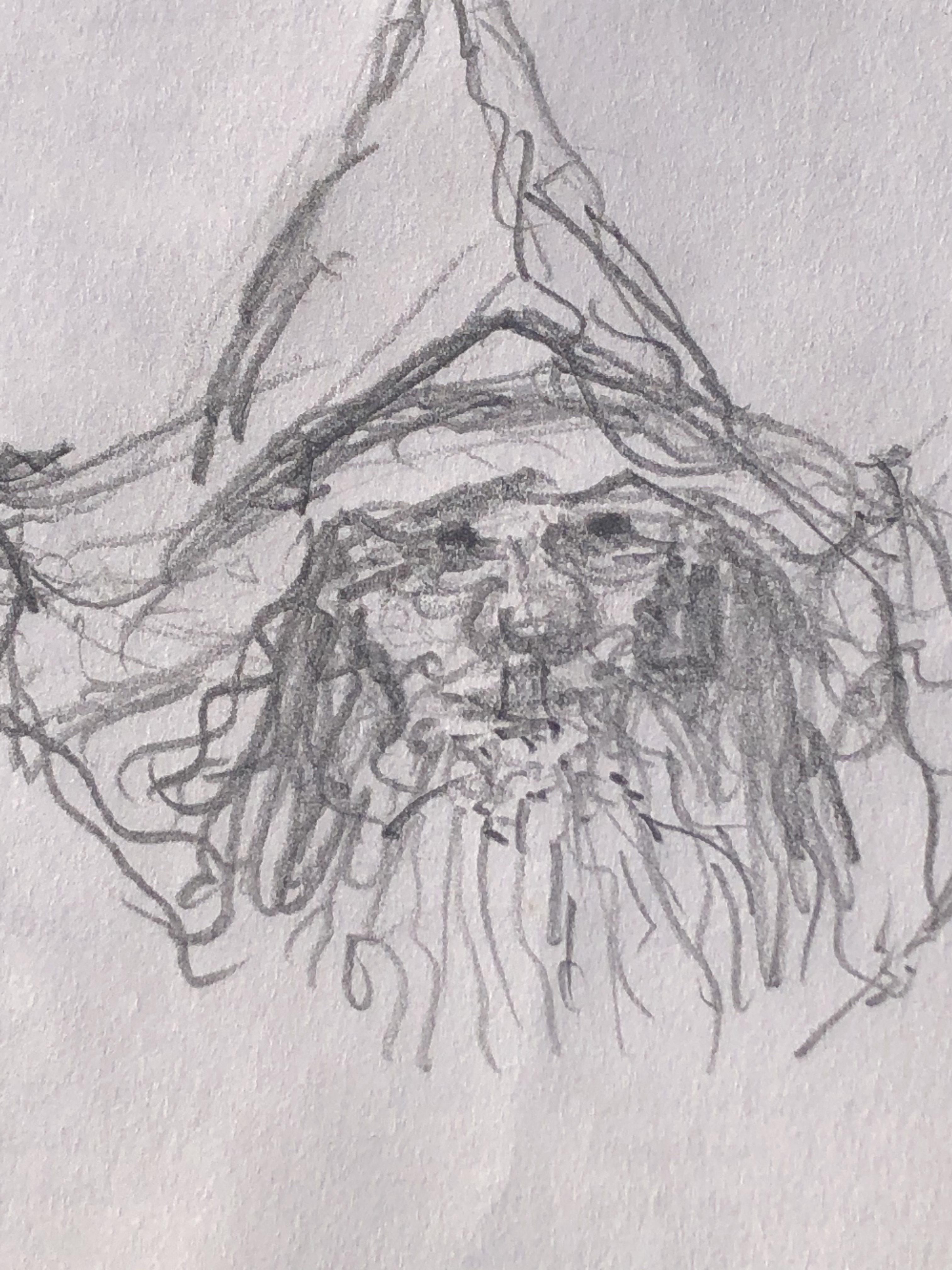
Haarmännchen, Bleistiftzeichnung aus der Haar-Region

Das Haarmännchen ist eine Sagengestalt, die im Bereich des Haarstrangs und der Möhne bekannt ist. Es tritt als Antagonist in Sagen und balladenähnlichen Texten auf, in denen es beispielsweise Reisenden Streiche spielt und insbesondere zur Nacht sein Unwesen treibt.

## Charakteristika
Man findet das Haarmännchen in zumeist mündlich überlieferten Geschichten ohne historische Beglaubigung, die aber meist an bestimmte reale Personen oder Orte anschließen. Das Haarmännchen kann dabei in verschiedenen Gestalten auftreten, häufig in Tiergestalten oder tierähnlichen Gestalten. In allen Sagen obsiegt das Gute, verkörpert durch das Christliche, oft durch das Kreuz (z. B. Wegekreuz) symbolisiert. In dessen Angesicht vergeht die Macht des Unheimlichen bzw. Spukhaften, die das Haarmännchen ausübt, und die unheimliche Gestalt des Haarmännchens verfällt in ein Nichts, um andernorts anderen Menschen in furchterregender Gestalt wieder zuzusetzen – dies jedoch immer nur bis zu der dem Haarmännchen in der jeweiligen Sage zuweilen gesetzten geographischen Grenze (z. B. bis zu einem bestimmten Grenzstein oder Ähnlichem).

## Sammlungen
Zusammengetragen wurden Texte über das Haarmännchen beispielsweise von Eberhard Henneböle, die später von Ulrich Grun ergänzt und herausgegeben wurden.

## Beispiele

### Das Haarmännchen
Gehst nächtens du über die schlafende Haar,

Von Menzel bis hin zum Haarhärmen,

So denk nicht, du wärst aller Sorgen schon bar

Und könntest daheim dich bald wärmen.

Das Haarmännchen kroch aus der Linde hervor,

Bei Menzel am Haarweg zu finden,

Zu büßen, was frevelnden Muts es beschwor,

Zu büßen der Wuchergier Sünden.

Die Wege verwischt es mit nebelndem Hauch,

Du irrst, wie vom Irrlicht geblendet,

Du siehst nicht den Weiser, siehst Baum nicht und Strauch.

Der Himmel kein Sternlicht dir sendet.

Oft gibt dir der Spuk nur ein stilles Geleit,

Oft springt er dir jäh auf den Rücken,

Bis dass dich ein ragendes Kreuzbild befreit

Von qualvollem Würgen und Drücken.

Und hechelt am Weg ein zottiger Hund

Mit Augen wie glühende Kohlen,

Das Haarmännchen ist’s, das in nächtlicher Stund

Umherschleicht auf knisternden Sohlen.

Und hockt noch im Felde ein Raufutterbund,

Nachdem längst die Ernte geborgen,

Das Haarmännchen steckt in dem traurigen Schwund

Und wartet hier still auf den Morgen.

Nur einmal im Jahr eines Haushahnes Sprung

Darf näher zum Dorf es sich fügen,

Wo glimmend im Loch der Vermauerung

Verborgene Schätze noch liegen.

Jahrhunderte schwanden; es krähte der Hahn,

Das Haarmännchen wühlte im Schatze,

Da rief man nach Pfarrer und Sakristan,

Zu bannen es wieder vom Platze.

Nun geistert’s auf’s Neu durch die heimische Flur,

Mit finstren Mächten im Bunde,

Zu Sühnen den Geiz und den sündigen Schwur,

Macht seufzend es wieder die Runde:

Von Menzel nach Drewer, von Effeln zur Haar

Einen Hahnenschritt darf es nur weichen;

Den Schritt eines Hahnes nur einmal im Jahr –

Und nie wird das Dorf es erreichen.
(Quelle:)

### Am krummen Acker
Auch der alte Jude Aron aus Rüthen hatte einst eine Begegnung mit dem Haarmännchen, als er spät abends noch den Weg über den krummen Acker an der Haar nach Hause nehmen wollte. Dort war ihm ein Tier auf den Nacken gesprungen, groß wie ein Schlachterhund, an dem er schwer zu tragen hatte. Erst beim Steinkreuz vor dem Hachtor ließ das Tier von ihm ab und rannte zur Haar zurück. Ganz erschöpft und verstört kam Aron zu Hause an. Seitdem warnte er alle, spät abends noch über den Acker zu gehen.